# ان‌جی‌سی ۳۵۵۲
ان‌جی‌سی ۳۵۵۲ یک کهکشان است.